# Centrum rozliczeniowe
Centrum rozliczeniowe – instytucja zajmująca się przekierowywaniem ruchu transakcyjnego do sieci organizacji płatniczych wydających karty płatnicze (np. Visa, Mastercard/Europay). Przekierowywanie to jest realizowane przez specjalny serwer transakcyjny (Base24, Cortex itd.). Centra rozliczeniowe działają najczęściej w ścisłej współpracy z instytucjami bankowymi.
Wszystkie instytucje zajmujące się w Polsce działalnością rozliczeniową zrzeszone są w Komitecie Agentów Rozliczeniowych działającym przy Związku Banków Polskich.
Do Centrów rozliczeniowych działających w Polsce należą między innymi: eService, First Data Polcard, Polskie ePłatności, ITCARD, Six Payments, Bank PKO.